# Weimar (Texas)
Weimar é uma cidade localizada no estado norte-americano de Texas, no Condado de Colorado.

## Demografia
Segundo o censo norte-americano de 2000, a sua população era de 1981 habitantes.
Em 2006, foi estimada uma população de 2024, um aumento de 43 (2.2%).

## Geografia
De acordo com o United States Census Bureau tem uma área de 5,8 km², dos quais 5,8 km² cobertos por terra e 0,0 km² cobertos por água. Weimar localiza-se a aproximadamente 125 m acima do nível do mar.

## Localidades na vizinhança
O diagrama seguinte representa as localidades num raio de 32 km ao redor de Weimar.